# Bieg na 100 metrów

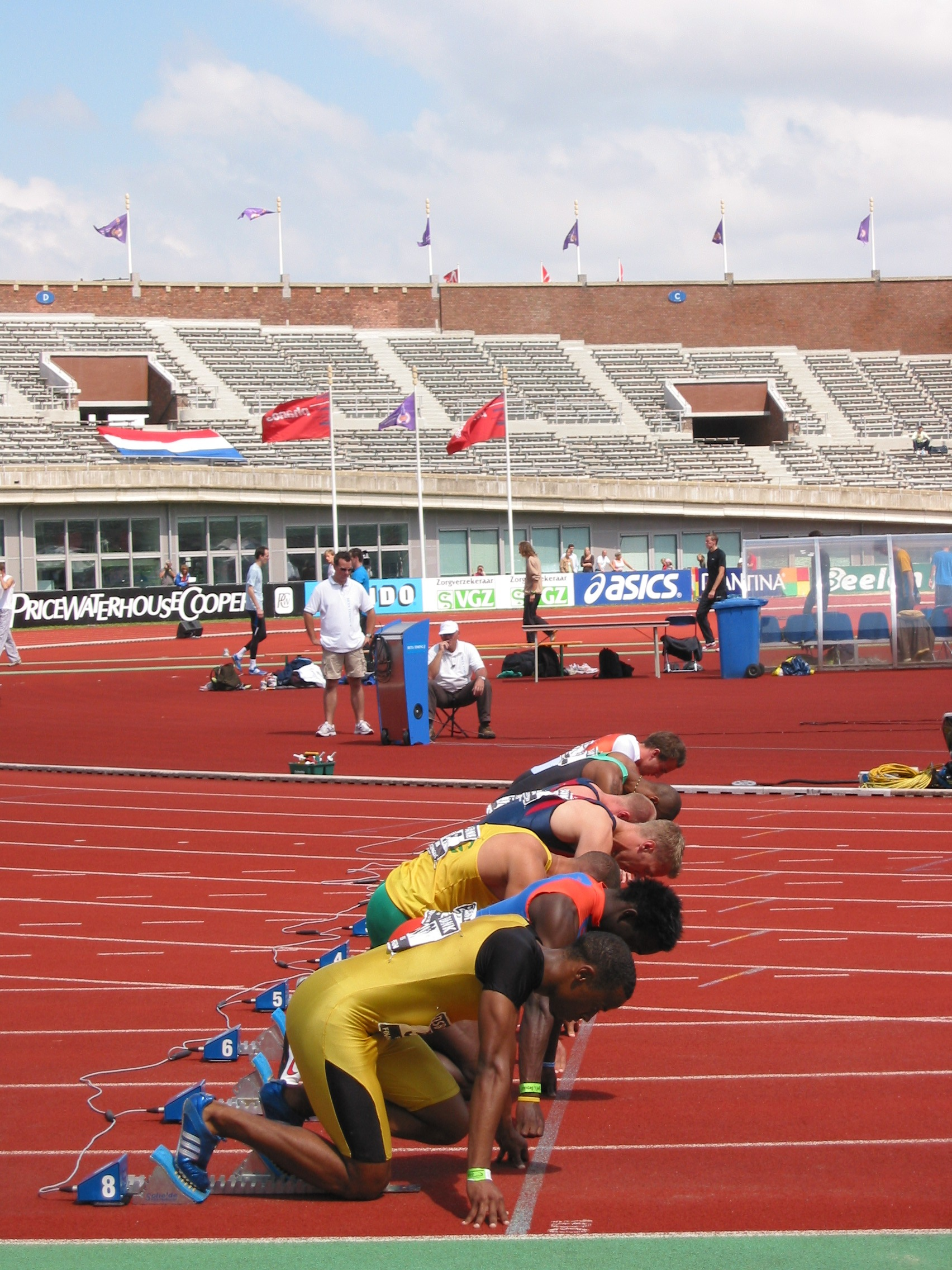
Start do biegu na 100 m

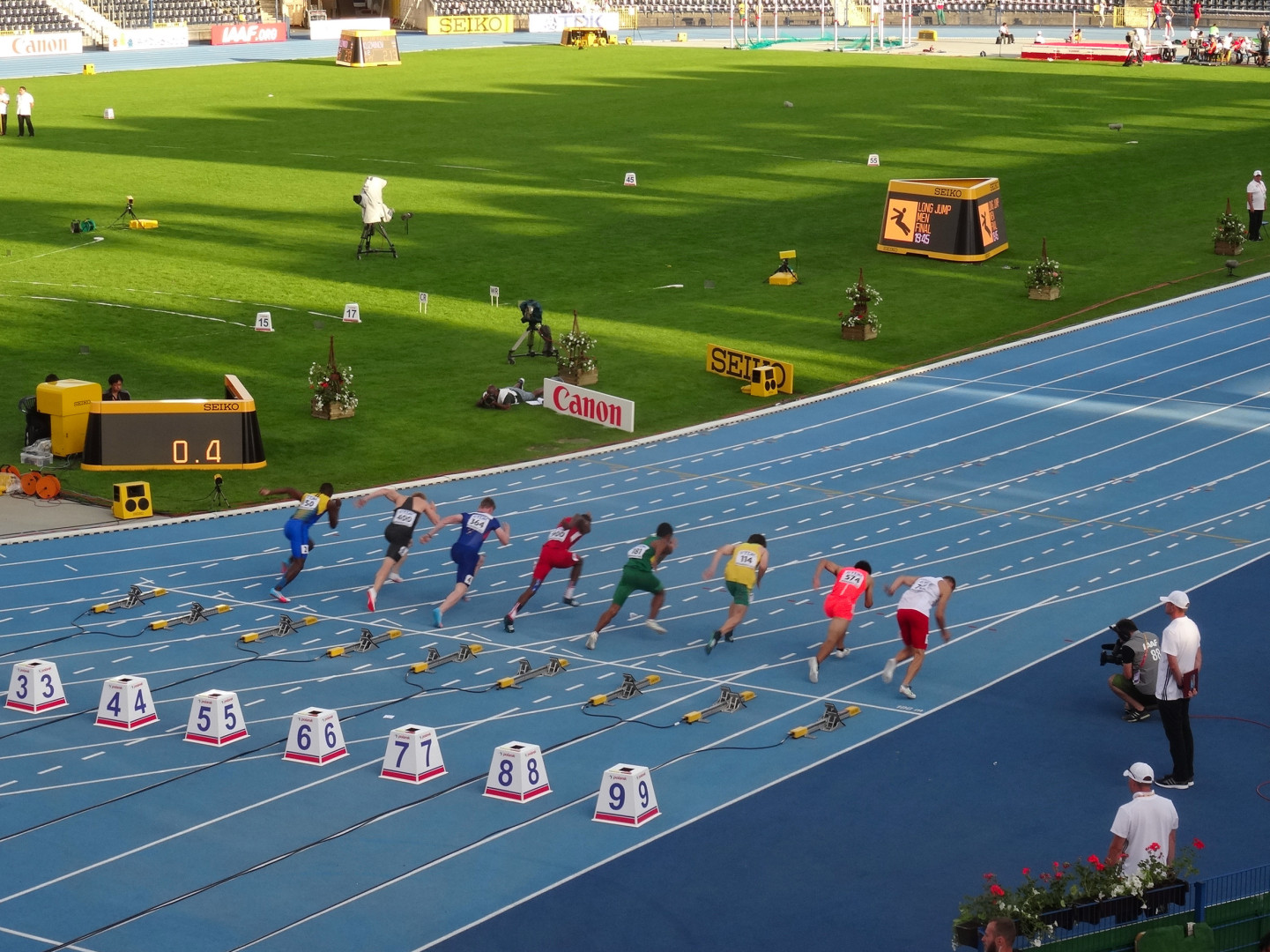
Bieg na 100 metrów mężczyzn podczas Mistrzostw Świata Juniorów w Lekkoatletyce 2016 w Bydgoszczy

Bieg na 100 metrów – najkrótszy dystans w biegach lekkoatletycznych na otwartym stadionie (w hali biega się 60 metrów), klasyczny bieg sprinterski. Rekordzistów świata na tym dystansie określa się często mianem „najszybszego mężczyzny/najszybszej kobiety świata”. Rywalizacja na tym dystansie przyciąga zawsze wiele uwagi.

## Rekordziści

### Mężczyźni
|        | Czas  | Zawodnik       | Państwo | Data             | Miejsce  |
| ------ | ----- | -------------- | ------- | ---------------- | -------- |
| Świata | 9,58  | Usain Bolt     | Jamajka | 16 sierpnia 2009 | Berlin   |
| Europy | 9,80  | Marcell Jacobs | Włochy  | 1 sierpnia 2021  | Tokio    |
| Polski | 10,00 | Marian Woronin | Polska  | 9 czerwca 1984   | Warszawa |

### Kobiety
|        | Czas  | Zawodniczka              | Państwo           | Data             | Miejsce      |
| ------ | ----- | ------------------------ | ----------------- | ---------------- | ------------ |
| Świata | 10,49 | Florence Griffith-Joyner | Stany Zjednoczone | 16 lipca 1988    | Indianapolis |
| Europy | 10,73 | Christine Arron          | Francja           | 19 sierpnia 1998 | Budapeszt    |
| Polski | 10,93 | Ewa Kasprzyk             | Polska            | 27 czerwca 1986  | Grudziądz    |

## Najszybsi stumetrowcy wszech czasów

### Mężczyźni (według rekordów życiowych)
(stan na 1 sierpnia 2025)
| Lp. | Czas (s) | Wiatr (m/s) | Zawodnik           | Narodowość        | Data             | Miejsce       |
| --- | -------- | ----------- | ------------------ | ----------------- | ---------------- | ------------- |
| 1.  | 9,58     | +0,9        | Usain Bolt         | Jamajka           | 16 sierpnia 2009 | Berlin        |
| 2.  | 9,69     | +2,0        | Tyson Gay          | Stany Zjednoczone | 20 września 2009 | Szanghaj      |
| 2.  | 9,69     | −0,1        | Yohan Blake        | Jamajka           | 23 sierpnia 2012 | Lozanna       |
| 4.  | 9,72     | +0,2        | Asafa Powell       | Jamajka           | 2 września 2008  | Lozanna       |
| 5.  | 9,74     | +0,9        | Justin Gatlin      | Stany Zjednoczone | 15 maja 2015     | Doha          |
| 6.  | 9,75     | +0,8        | Kishane Thompson   | Jamajka           | 27 czerwca 2025  | Kingston      |
| 6.  | 9,76     | +0,6        | Christian Coleman  | Stany Zjednoczone | 28 września 2019 | Doha          |
| 6.  | 9,76     | +1,2        | Trayvon Bromell    | Stany Zjednoczone | 18 września 2021 | Nairobi       |
| 6.  | 9,76     | +1,4        | Fred Kerley        | Stany Zjednoczone | 24 czerwca 2022  | Eugene        |
| 10. | 9,77     | +1,2        | Ferdinand Omanyala | Kenia             | 18 września 2021 | Nairobi       |
| 11. | 9,78     | +0,9        | Nesta Carter       | Jamajka           | 29 sierpnia 2010 | Rieti         |
| 12. | 9,79     | +0,1        | Maurice Greene     | Stany Zjednoczone | 16 czerwca 1999  | Ateny         |
| 12. | 9,79     | +1,0        | Noah Lyles         | Stany Zjednoczone | 4 sierpnia 2024  | Paryż         |
| 12. | 9,79     | +1,8        | Kenneth Bednarek   | Stany Zjednoczone | 1 sierpnia 2025  | Eugene        |
| 15. | 9,80     | +1,3        | Steve Mullings     | Jamajka           | 4 czerwca 2011   | Eugene        |
| 15. | 9,80     | +0,1        | Marcell Jacobs     | Włochy            | 1 sierpnia 2021  | Tokio         |
| 17. | 9,81     | +0,7        | Oblique Seville    | Jamajka           | 4 sierpnia 2024  | Paryż         |
| 18. | 9,82     | +1,7        | Richard Thompson   | Trynidad i Tobago | 21 czerwca 2014  | Port-of-Spain |
| 18. | 9,82     | +1,0        | Akani Simbine      | Południowa Afryka | 4 sierpnia 2024  | Paryż         |
| 18. | 9,82     | +1,3        | Bryan Levell       | Jamajka           | 23 lipca 2025    | Eisenstadt    |
| 18. | 9,82     | +1,8        | Courtney Lindsey   | Stany Zjednoczone | 1 sierpnia 2025  | Eugene        |

- Wyniki Bena Johnsona 9,79 z Seulu z 24 września 1988 i 9,83 z Rzymu z 30 sierpnia 1987 zostały anulowane przez IAAF po dyskwalifikacji tego zawodnika za doping w 1988. Z tabel wymazano z powodu dopingu także rezultaty Amerykanów: Justina Gatlina (9,77 & 9,86 – Doha 2006) oraz Tima Montgomery’ego (9,78 – Paryż 2002 & 9,84 – Oslo 2001 & 9,85 – Edmonton 2001)

### Kobiety (według rekordów życiowych)
(stan na 2 sierpnia 2025)
| Lp. | Czas  | Zawodniczka              | Państwo                  | Data             | Miejsce      |
| --- | ----- | ------------------------ | ------------------------ | ---------------- | ------------ |
| 1.  | 10,49 | Florence Griffith-Joyner | Stany Zjednoczone        | 16 lipca 1988    | Indianapolis |
| 2.  | 10,54 | Elaine Thompson          | Jamajka                  | 21 sierpnia 2021 | Eugene       |
| 3.  | 10,60 | Shelly-Ann Fraser-Pryce  | Jamajka                  | 26 sierpnia 2021 | Lozanna      |
| 4.  | 10,64 | Carmelita Jeter          | Stany Zjednoczone        | 20 września 2009 | Szanghaj     |
| 5.  | 10,65 | Marion Jones             | Stany Zjednoczone        | 12 września 1998 | Johannesburg |
| 5.  | 10,65 | Shericka Jackson         | Jamajka                  | 7 lipca 2023     | Kingston     |
| 5.  | 10,65 | Sha’Carri Richardson     | Stany Zjednoczone        | 21 sierpnia 2023 | Budapeszt    |
| 5.  | 10,65 | Melissa Jefferson-Wooden | Stany Zjednoczone        | 1 sierpnia 2025  | Eugene       |
| 9.  | 10,72 | Marie Josée Ta Lou       | Wybrzeże Kości Słoniowej | 10 sierpnia 2022 | Monako       |
| 9.  | 10,72 | Julien Alfred            | Saint Lucia              | 3 sierpnia 2024  | Paryż        |

### Najszybsi Europejczycy (według rekordów życiowych)
(stan na 29 sierpnia 2023)
| Lp. | Czas | Zawodnik            | Państwo         | Data             | Miejsce     |
| --- | ---- | ------------------- | --------------- | ---------------- | ----------- |
| 1.  | 9,80 | Marcell Jacobs      | Włochy          | 1 sierpnia 2021  | Tokio       |
| 2.  | 9,83 | Zharnel Hughes      | Wielka Brytania | 24 czerwca 2023  | Nowy Jork   |
| 3.  | 9,86 | Francis Obikwelu    | Portugalia      | 22 sierpnia 2004 | Ateny       |
| 3.  | 9,86 | Jimmy Vicaut        | Francja         | 4 lipca 2015     | Saint-Denis |
| 5.  | 9,87 | Linford Christie    | Wielka Brytania | 15 sierpnia 1993 | Stuttgart   |
| 6.  | 9,91 | Churandy Martina    | Holandia        | 5 sierpnia 2012  | Londyn      |
| 6.  | 9,91 | James Dasaolu       | Wielka Brytania | 13 lipca 2013    | Birmingham  |
| 8.  | 9,92 | Christophe Lemaitre | Francja         | 29 lipca 2011    | Albi        |
| 8.  | 9,92 | Jak Ali Harvey      | Turcja          | 12 czerwca 2016  | Erzurum     |
| 10. | 9,93 | Reece Prescod       | Wielka Brytania | 31 maja 2022     | Ostrawa     |
| 10. | 9,93 | Eugene Amo-Dadzie   | Wielka Brytania | 16 czerwca 2023  | Graz        |

źródło: strona World Athletics

### Najszybsze Europejki (według rekordów życiowych)
(stan na 17 lipca 2023)
| Lp. | Czas  | Zawodniczka             | Państwo         | Data             | Miejsce   |
| --- | ----- | ----------------------- | --------------- | ---------------- | --------- |
| 1.  | 10,73 | Christine Arron         | Francja         | 19 sierpnia 1998 | Budapeszt |
| 2.  | 10,77 | Irina Priwałowa         | Rosja           | 6 lipca 1994     | Lozanna   |
| 2.  | 10,77 | Iwet Łałowa             | Bułgaria        | 19 czerwca 2004  | Płowdiw   |
| 4.  | 10,81 | Marlies Göhr            | NRD             | 8 czerwca 1983   | Berlin    |
| 4.  | 10,81 | Dafne Schippers         | Holandia        | 24 sierpnia 2015 | Pekin     |
| 6.  | 10,82 | Żanna Pintusewicz-Block | Ukraina         | 6 sierpnia 2001  | Edmonton  |
| 7.  | 10,83 | Marita Koch             | NRD             | 8 czerwca 1983   | Berlin    |
| 7.  | 10,83 | Ekaterini Tanu          | Grecja          | 22 sierpnia 1999 | Sewilla   |
| 7.  | 10,83 | Dina Asher-Smith        | Wielka Brytania | 29 sierpnia 2019 | Doha      |
| 10. | 10,85 | Anelija Nunewa          | Bułgaria        | 2 września 1988  | Sofia     |

źródło: strona World Athletics

### Najlepsi juniorzy w historii
Poniższa tabela przedstawia listę 10 najlepszych juniorów na 100 m w historii tej konkurencji (stan na 26 lipca 2025)
| Lp. | Wynik | Zawodnik           | Państwo           | Data             | Miejsce   |
| --- | ----- | ------------------ | ----------------- | ---------------- | --------- |
| 1.  | 9,89  | Issamade Asinga    | Surinam           | 28 lipca 2023    | São Paulo |
| 2.  | 9,91  | Letsile Tebogo     | Botswana          | 2 sierpnia 2022  | Cali      |
| 3.  | 9,93  | Christian Miller   | Stany Zjednoczone | 20 kwietnia 2024 | Clermont  |
| 4.  | 9,94  | Bayanda Walaza     | Południowa Afryka | 24 maja 2025     | Zagrzeb   |
| 5.  | 9,97  | Trayvon Bromell    | Stany Zjednoczone | 13 czerwca 2014  | Eugene    |
| 6.  | 9,99  | Bouwahjgie Nkrumie | Jamajka           | 29 marca 2023    | Kingston  |
| 6.  | 9,99  | Ronal Longa        | Kolumbia          | 28 lipca 2023    | São Paulo |
| 8.  | 10,00 | Trentavis Friday   | Stany Zjednoczone | 5 lipca 2014     | Eugene    |
| 8.  | 10,00 | Sorato Shimizu     | Japonia           | 26 lipca 2025    | Hiroszima |
| 10. | 10,01 | Darrel Brown       | Trynidad i Tobago | 24 sierpnia 2003 | Paryż     |
| 10. | 10,01 | Jeffery Demps      | Stany Zjednoczone | 28 czerwca 2008  | Eugene    |
| 10. | 10,01 | Yoshihide Kiryū    | Japonia           | 29 kwietnia 2013 | Hiroszima |
| 10. | 10,01 | Renan Correa       | Brazylia          | 19 maja 2023     | Bogota    |

źródło: strona World Athletics

### Najlepsze juniorki w historii
Poniższa tabela przedstawia listę 10 najlepszych juniorek na 100 m w historii tej konkurencji (stan na 29 sierpnia 2023)
| Lp. | Wynik | Zawodniczka          | Państwo           | Data             | Miejsce   |
| --- | ----- | -------------------- | ----------------- | ---------------- | --------- |
| 1.  | 10,75 | Sha’Carri Richardson | Stany Zjednoczone | 8 czerwca 2019   | Austin    |
| 2.  | 10,83 | Tamari Davis         | Stany Zjednoczone | 30 lipca 2022    | Memphis   |
| 3.  | 10,88 | Marlies Oelsner      | NRD               | 1 lipca 1977     | Drezno    |
| 4.  | 10,89 | Katrin Krabbe        | NRD               | 20 lipca 1988    | Berlin    |
| 4.  | 10,89 | Shawnti Jackson      | Stany Zjednoczone | 3 czerwca 2023   | Nashville |
| 6.  | 10,92 | Alana Reid           | Jamajka           | 29 marca 2023    | Kingston  |
| 7.  | 10,95 | Tina Clayton         | Jamajka           | 3 sierpnia 2022  | Cali      |
| 8.  | 10,97 | Briana Williams      | Jamajka           | 5 czerwca 2021   | Miramar   |
| 8.  | 10,97 | Christine Mboma      | Namibia           | 30 kwietnia 2022 | Gaborone  |
| 10. | 10,98 | Candace Hill         | Stany Zjednoczone | 20 czerwca 2015  | Shoreline |

źródło: strona World Athletics

### Najlepsi zawodnicy w XXI wieku

#### mężczyźni
Poniższa tabela przedstawia listę 10 najlepszych zawodników na 100 m w historii tej konkurencji biorąc pod uwagę wyłącznie rezultaty uzyskane po 31 grudnia 2000 roku (stan na 27 czerwca 2025)
| Lp. | Wynik | Zawodnik           | Państwo           | Data             | Miejsce  |
| --- | ----- | ------------------ | ----------------- | ---------------- | -------- |
| 1.  | 9,58  | Usain Bolt         | Jamajka           | 16 sierpnia 2009 | Berlin   |
| 2.  | 9,69  | Tyson Gay          | Stany Zjednoczone | 20 września 2009 | Szanghaj |
| 2.  | 9,69  | Yohan Blake        | Jamajka           | 23 sierpnia 2012 | Lozanna  |
| 4.  | 9,72  | Asafa Powell       | Jamajka           | 2 września 2008  | Lozanna  |
| 5.  | 9,74  | Justin Gatlin      | Stany Zjednoczone | 15 maja 2015     | Doha     |
| 6.  | 9,75  | Kishane Thompson   | Jamajka           | 27 czerwca 2025  | Kingston |
| 7.  | 9,76  | Christian Coleman  | Stany Zjednoczone | 28 września 2019 | Doha     |
| 7.  | 9,76  | Trayvon Bromell    | Stany Zjednoczone | 18 września 2021 | Nairobi  |
| 7.  | 9,76  | Fred Kerley        | Stany Zjednoczone | 24 czerwca 2022  | Eugene   |
| 10. | 9,77  | Ferdinand Omanyala | Kenia             | 18 września 2021 | Nairobi  |

źródło: strona World Athletics

#### kobiety
Poniższa tabela przedstawia listę najlepszych zawodniczek na 100 m w historii tej konkurencji biorąc pod uwagę wyłącznie rezultaty uzyskane po 31 grudnia 2000 roku (stan na 1 sierpnia 2025)
| Lp. | Wynik | Zawodniczka              | Państwo                  | Data             | Miejsce   |
| --- | ----- | ------------------------ | ------------------------ | ---------------- | --------- |
| 1.  | 10,54 | Elaine Thompson-Herah    | Jamajka                  | 21 sierpnia 2021 | Eugene    |
| 2.  | 10,60 | Shelly-Ann Fraser-Pryce  | Jamajka                  | 26 sierpnia 2021 | Lozanna   |
| 3.  | 10,64 | Carmelita Jeter          | Stany Zjednoczone        | 20 września 2009 | Szanghaj  |
| 4.  | 10,65 | Shericka Jackson         | Jamajka                  | 7 lipca 2023     | Kingston  |
| 4.  | 10,65 | Sha’Carri Richardson     | Stany Zjednoczone        | 21 sierpnia 2023 | Budapeszt |
| 4.  | 10,65 | Melissa Jefferson-Wooden | Stany Zjednoczone        | 1 sierpnia 2025  | Eugene    |
| 7.  | 10,72 | Marie-Josée Ta Lou       | Wybrzeże Kości Słoniowej | 10 sierpnia 2022 | Monako    |
| 7.  | 10,72 | Julien Alfred            | Saint Lucia              | 3 sierpnia 2024  | Paryż     |
| 9.  | 10,74 | English Gardner          | Stany Zjednoczone        | 3 lipca 2016     | Eugene    |
| 10. | 10,75 | Kerron Stewart           | Jamajka                  | 10 lipca 2009    | Rzym      |

źródło: strona World Athletics

## Rozwój rekordu świata w biegu na 100 m

Rozwój rekordu świata w biegu na 100 m

### mężczyźni
Pierwszy rekord świata z biegu na 100 m został odnotowany przez IAAF w roku 1912.
| Czas                       | Zawodnik                 | Państwo           | Miejsce          | Data                 |
| -------------------------- | ------------------------ | ----------------- | ---------------- | -------------------- |
| ręczny pomiar czasu        |                          |                   |                  |                      |
| 10,6                       | Donald Lippincott        | Stany Zjednoczone | Sztokholm        | 6 lipca 1912         |
| 10,6                       | Jackson Scholz           | Stany Zjednoczone | Sztokholm        | 16 września 1920     |
| 10,4                       | Charlie Paddock          | Stany Zjednoczone | Redlands         | 23 kwietnia 1921     |
| 10,4                       | Eddie Tolan              | Stany Zjednoczone | Sztokholm        | 8 sierpnia 1929      |
| 10,4                       | Eddie Tolan              | Stany Zjednoczone | Kopenhaga        | 25 sierpnia 1929     |
| 10,3                       | Percy Williams           | Kanada            | Toronto          | 9 sierpnia 1930      |
| 10,3                       | Eddie Tolan              | Stany Zjednoczone | Los Angeles      | 1 sierpnia 1932      |
| 10,3                       | Ralph Metcalfe           | Stany Zjednoczone | Budapeszt        | 12 sierpnia 1933     |
| 10,3                       | Eulace Peacock           | Stany Zjednoczone | Oslo             | 6 sierpnia 1934      |
| 10,3                       | Chris Berger             | Holandia          | Amsterdam        | 26 sierpnia 1934     |
| 10,3                       | Ralph Metcalfe           | Stany Zjednoczone | Osaka            | 15 września 1934     |
| 10,3                       | Ralph Metcalfe           | Stany Zjednoczone | Dairen           | 23 września 1934     |
| 10,3                       | Takayoshi Yoshioka       | Japonia           | Tokio            | 15 czerwca 1935      |
| 10,2                       | Jesse Owens              | Stany Zjednoczone | Chicago          | 20 czerwca 1936      |
| 10,2                       | Harold Davis             | Stany Zjednoczone | Compton          | 6 czerwca 1941       |
| 10,2                       | Lloyd La Beach           | Panama            | Fresno           | 15 maja 1948         |
| 10,2                       | Barney Ewell             | Stany Zjednoczone | Evanston         | 9 lipca 1948         |
| 10,2                       | Emmanuel McDonald Bailey | Wielka Brytania   | Belgrad          | 25 sierpnia 1951     |
| 10,2                       | Heinz Fütterer           | Niemcy            | Jokohama         | 31 października 1954 |
| 10,2                       | Bobby Joe Morrow         | Stany Zjednoczone | Houston          | 19 maja 1956         |
| 10,2                       | Ira Murchison            | Stany Zjednoczone | Compton          | 1 czerwca 1956       |
| 10,2                       | Bobby Joe Morrow         | Stany Zjednoczone | Bakersfield      | 22 czerwca 1956      |
| 10,2                       | Ira Murchison            | Stany Zjednoczone | Los Angeles      | 29 czerwca 1956      |
| 10,2                       | Bobby Joe Morrow         | Stany Zjednoczone | Los Angeles      | 29 czerwca 1956      |
| 10,1                       | Willie Williams          | Stany Zjednoczone | Berlin           | 3 sierpnia 1956      |
| 10,1                       | Ira Murchison            | Stany Zjednoczone | Berlin           | 4 sierpnia 1956      |
| 10,1                       | Leamon King              | Stany Zjednoczone | Ontario          | 20 października 1956 |
| 10,1                       | Leamon King              | Stany Zjednoczone | Santa Ana        | 27 października 1956 |
| 10,1                       | Ray Norton               | Stany Zjednoczone | San Jose         | 18 kwietnia 1959     |
| 10,0                       | Armin Hary               | Niemcy            | Zurych           | 21 czerwca 1960      |
| 10,0                       | Harry Jerome             | Kanada            | Saskatoon        | 15 lipca 1960        |
| 10,0                       | Horacio Esteves          | Wenezuela         | Caracas          | 15 sierpnia 1964     |
| 10,0                       | Bob Hayes                | Stany Zjednoczone | Tokio            | 15 października 1964 |
| 10,0                       | Jim Hines                | Stany Zjednoczone | Modesto          | 27 maja 1967         |
| 10,0                       | Enrique Figuerola        | Kuba              | Budapeszt        | 17 czerwca 1967      |
| 10,0                       | Paul Nash                | Południowa Afryka | Krugersdorp      | 2 kwietnia 1968      |
| 10,0                       | Oliver Ford              | Stany Zjednoczone | Albuquerque      | 31 maja 1968         |
| 10,0                       | Charles Greene           | Stany Zjednoczone | Sacramento       | 20 czerwca 1968      |
| 10,0                       | Roger Bambuck            | Francja           | Sacramento       | 20 czerwca 1968      |
| 9,9                        | Jim Hines                | Stany Zjednoczone | Sacramento       | 20 czerwca 1968      |
| 9,9                        | Ronnie Ray Smith         | Stany Zjednoczone | Sacramento       | 20 czerwca 1968      |
| 9,9                        | Charles Greene           | Stany Zjednoczone | Sacramento       | 20 czerwca 1968      |
| 9,9                        | Edward Hart              | Stany Zjednoczone | Eugene           | 1 lipca 1972         |
| 9,9                        | Reynaud Robinson         | Stany Zjednoczone | Eugene           | 1 lipca 1972         |
| 9,9                        | Steve Williams           | Stany Zjednoczone | Los Angeles      | 21 czerwca 1972      |
| 9,9                        | Silvio Leonard           | Kuba              | Ostrawa          | 5 czerwca 1975       |
| 9,9                        | Steve Williams           | Stany Zjednoczone | Siena            | 16 lipca 1975        |
| 9,9                        | Steve Williams           | Stany Zjednoczone | Berlin, Niemcy   | 22 sierpnia 1975     |
| 9,9                        | Steve Williams           | Stany Zjednoczone | Gainesville      | 27 marca 1976        |
| 9,9                        | Harvey Glance            | Stany Zjednoczone | Columbia         | 3 kwietnia 1976      |
| 9,9                        | Harvey Glance            | Stany Zjednoczone | Baton Rouge      | 1 maja 1976          |
| 9,9                        | Don Quarrie              | Jamajka           | Modesto          | 22 maja 1976         |
| elektroniczny pomiar czasu |                          |                   |                  |                      |
| 9,95                       | Jim Hines                | Stany Zjednoczone | Meksyk           | 14 października 1968 |
| 9,93                       | Calvin Smith             | Stany Zjednoczone | Colorado Springs | 3 lipca 1983         |
| 9,93                       | Carl Lewis               | Stany Zjednoczone | Rzym             | 30 sierpnia 1987     |
| 9,92                       | Carl Lewis               | Stany Zjednoczone | Seul             | 24 września 1988     |
| 9,90                       | Leroy Burrell            | Stany Zjednoczone | Nowy Jork        | 14 czerwca 1991      |
| 9,86                       | Carl Lewis               | Stany Zjednoczone | Tokio            | 25 sierpnia 1991     |
| 9,85                       | Leroy Burrell            | Stany Zjednoczone | Lozanna          | 6 lipca 1994         |
| 9,84                       | Donovan Bailey           | Kanada            | Atlanta          | 29 lipca 1996        |
| 9,79                       | Maurice Greene           | Stany Zjednoczone | Ateny            | 16 czerwca 1999      |
| 9,77                       | Asafa Powell             | Jamajka           | Ateny            | 14 czerwca 2005      |
| 9,77                       | Asafa Powell             | Jamajka           | Gateshead        | 11 czerwca 2006      |
| 9,77                       | Asafa Powell             | Jamajka           | Zurych           | 18 sierpnia 2006     |
| 9,74                       | Asafa Powell             | Jamajka           | Rieti            | 9 września 2007      |
| 9,72                       | Usain Bolt               | Jamajka           | Nowy Jork        | 31 maja 2008         |
| 9,69                       | Usain Bolt               | Jamajka           | Pekin            | 16 sierpnia 2008     |
| 9,58                       | Usain Bolt               | Jamajka           | Berlin           | 16 sierpnia 2009     |

## Najlepsze wyniki na poszczególnych odcinkach
(stan na 1 sierpnia 2021)

### mężczyźni
| Sektor (m) | Czas (s)                 | Zawodnik                               | Rok (miejsce)                                                                               | Wiatr (m/s)                     |
| ---------- | ------------------------ | -------------------------------------- | ------------------------------------------------------------------------------------------- | ------------------------------- |
| 0-10       | 1,65 (bez czasu reakcji) | Su Bingtian                            | 2018 (Dżakarta);2021 (Tokio)                                                                | +0,8;+0,9                       |
| 10-20      | 0,98                     | Christian Coleman/Su Bingtian          | 2019 (Doha)/2021 (Tokio)                                                                    | +0,6/+0,9                       |
| 20-30      | 0,89                     | Maurice Greene/Christian Coleman       | 1999 (Sztokholm)/2019(Doha)                                                                 | +1,3/+0,6                       |
| 30-40      | 0,86                     | Maurice Greene/Asafa Powell/Usain Bolt | 1999 (Londyn)/2005 (Ateny); 2008 (Lozanna)/2009 (Berlin); 2012 (Londyn)                     | 0,0/0,0; +0,2/+0,9; +1,5        |
| 40-50      | 0,83                     | Usain Bolt/Asafa Powell                | 2009 (Berlin); 2008 (Lozanna)                                                               | +0,9/+0,2                       |
| 50-60      | 0,82                     | Usain Bolt/Tyson Gay/Yohan Blake       | 2008 (Pekin); 2008 (Nowy Jork) 2009 (Berlin); 2012 (Londyn)/ 2009(Szanghaj)/ 2012 (Lozanna) | 0,0; +1,7; +0,9; +1,5/+2,0/–0,1 |
| 60-70      | 0,80                     | Usain Bolt                             | 2009 (Berlin); 2012 (Londyn)                                                                | +0,9; +1,5                      |
| 70-80      | 0,81                     | Usain Bolt                             | 2009 (Berlin); 2012 (Londyn)                                                                | +0,9; +1,5                      |
| 80-90      | 0,82                     | Usain Bolt                             | 2009 (Berlin); 2012 (Londyn)                                                                | +0,9; +1,5                      |
| 90-100     | 0,84                     | Usain Bolt                             | 2009 (Berlin)                                                                               | +0,9                            |

### kobiety
| Sektor (m) | Czas (s)                 | Zawodniczka                                                      | Rok (miejsce)                                    |
| ---------- | ------------------------ | ---------------------------------------------------------------- | ------------------------------------------------ |
| 0-10       | 1,78 (bez czasu reakcji) | Irina Priwałowa/Shelly-Ann Fraser-Pryce                          | 1991 (Oslo)/2019 (Doha)                          |
| 10-20      | 1,06                     | Florence Griffith-Joyner/Marion Jones                            | 1988 (Indianapolis)/1999 (Sewilla)               |
| 20-30      | 0,99                     | Shelly-Ann Fraser-Pryce/Christine Arron/Marion Jones             | 2019 (Doha)/1998 (Budapeszt)/1999 (Sewilla)      |
| 30-40      | 0,94                     | Gail Devers/Marion Jones/Ekaterini Tanu                          | 1996 (Atlanta)/1999 (Sewilla)/1999 (Sewilla)     |
| 40-50      | 0,92                     | Florence Griffith-Joyner/Shelly-Ann Fraser-Pryce                 | 1988 (Indianapolis)/2021 (Lozanna)               |
| 50-60      | 0,90                     | Florence Griffith-Joyner/Elaine Thompson/Shelly-Ann Fraser-Pryce | 1988 (Indianapolis)/2021 (Eugene)/2021 (Lozanna) |
| 60-70      | 0,89                     | Florence Griffith-Joyner/Elaine Thompson                         | 1988 (Indianapolis)/2021 (Eugene)                |
| 70-80      | 0,90                     | Florence Griffith-Joyner/Elaine Thompson                         | 1988 (Indianapolis)/2021 (Eugene); 2021 (Tokio)  |
| 80-90      | 0,90                     | Florence Griffith-Joyner/Elaine Thompson                         | 1988 (Indianapolis)/2021 (Lozanna)               |
| 90-100     | 0,92                     | Elaine Thompson                                                  | 2021 (Eugene)                                    |

## Najwięcej wyników poniżej 10,00 s (mężczyźni)
(stan na 1 czerwca 2024)
* zawodnicy, którzy nie zakończyli jeszcze kariery sportowej
- Asafa Powell  97 razy
- Justin Gatlin  64 razy
- Maurice Greene  53 razy
- Usain Bolt  52 razy
- Michael Rodgers*  46 razy
- Yohan Blake*  46 razy
- Akani Simbine*  40 razy
- Tyson Gay  36 razy
- Christian Coleman*  32 razy
- Trayvon Bromell*  30 razy
- Nesta Carter  29 razy
- Ato Boldon  28 razy
- Frankie Fredericks  27 razy
- Fred Kerley*  26 razy
- Noah Lyles*  26 razy
- Ronnie Baker*  22 razy
- Andre De Grasse*  19 razy
- Donovan Bailey  16 razy
- Carl Lewis  15 razy

źródło: strona IAAF

## Najszybsi stumetrowcy na polskich stadionach
(stan na 16 lipca 2023)
| Lp. | Czas (s) | Wiatr (m/s) | Zawodnik           | Narodowość        | Data             | Miejsce   |
| --- | -------- | ----------- | ------------------ | ----------------- | ---------------- | --------- |
| 1.  | 9,82     | +1,4        | Asafa Powell       | Jamajka           | 15 września 2009 | Szczecin  |
| 2.  | 9,87     | –0,1        | Ronnie Baker       | Stany Zjednoczone | 27 sierpnia 2018 | Chorzów   |
| 3.  | 9,95     | -0,7        | Trayvon Bromell    | Stany Zjednoczone | 6 sierpnia 2022  | Chorzów   |
| 4.  | 9,97     | 0,0         | Akani Simbine      | Południowa Afryka | 16 lipca 2023    | Chorzów   |
| 5.  | 9,98     | –0,6        | Usain Bolt         | Jamajka           | 23 sierpnia 2014 | Warszawa  |
| 5.  | 9,98     | 0,0         | Fred Kerley        | Stany Zjednoczone | 16 lipca 2023    | Chorzów   |
| 5.  | 9,98     | 0,0         | Emmanuel Esseme    | Kamerun           | 16 lipca 2023    | Chorzów   |
| 8.  | 9,99     | 0,0         | Cravont Charleston | Stany Zjednoczone | 16 lipca 2023    | Chorzów   |
| 9.  | 10,00    | +2,0        | Marian Woronin     | Polska            | 9 czerwca 1984   | Warszawa  |
| 9.  | 10,00    | -0,7        | Marvin Bracy       | Stany Zjednoczone | 6 sierpnia 2022  | Chorzów   |
| 9.  | 10,00    | -0,7        | Ackeem Blake       | Jamajka           | 6 sierpnia 2022  | Chorzów   |
| 12. | 10,01    | 0,0         | Yohan Blake        | Jamajka           | 16 lipca 2023    | Chorzów   |
| 13. | 10,02    | -0,2        | Elijah Hall        | Stany Zjednoczone | 3 czerwca 2022   | Bydgoszcz |
| 14. | 10,05    | –1,8        | Seun Ogunkoya      | Nigeria           | 13 czerwca 1998  | Sopot     |

źródło: strona IAAF

## Liderzy list światowych na tym dystansie

### kobiety
| Lp.  | Czas  | Zawodniczka              | Państwo                  | Data        | Miejsce          |
| ---- | ----- | ------------------------ | ------------------------ | ----------- | ---------------- |
| 1977 | 10,88 | Marlies Göhr             | NRD                      | 1 lipca     | Drezno           |
| 1978 | 10,94 | Marlies Göhr             | NRD                      | 12 sierpnia | Drezno           |
| 1982 | 10,88 | Marlies Göhr             | NRD                      | 6 lipca     | Karl-Marx-Stadt  |
| 1983 | 10,79 | Evelyn Ashford           | Stany Zjednoczone        | 3 lipca     | Colorado Springs |
| 1984 | 10,76 | Evelyn Ashford           | Stany Zjednoczone        | 22 sierpnia | Zurych           |
| 1985 | 10,88 | Marlies Göhr             | NRD                      | 17 sierpnia | Moskwa           |
| 1986 | 10,86 | Evelyn Ashford           | Stany Zjednoczone        | 6 lipca     | Moskwa           |
| 1987 | 10,86 | Silke Gladisch           | NRD                      | 20 sierpnia | Poczdam          |
| 1988 | 10,49 | Florence Griffith-Joyner | Stany Zjednoczone        | 16 lipca    | Indianapolis     |
| 1989 | 10,78 | Dawn Sowell              | Stany Zjednoczone        | 3 czerwca   | Provo            |
| 1990 | 10,78 | Merlene Ottey            | Jamajka                  | 30 maja     | Sewilla          |
| 1991 | 10,79 | Merlene Ottey            | Jamajka                  | 23 lipca    | Vigo             |
| 1992 | 10,80 | Merlene Ottey            | Jamajka                  | 13 lipca    | Salamanka        |
| 1993 | 10,82 | Gail Devers              | Stany Zjednoczone        | 7 lipca     | Lozanna          |
| 1994 | 10,77 | Irina Priwałowa          | Rosja                    | 6 lipca     | Lozanna          |
| 1995 | 10,84 | Gwen Torrence            | Stany Zjednoczone        | 7 sierpnia  | Göteborg         |
| 1996 | 10,74 | Merlene Ottey            | Jamajka                  | 7 września  | Mediolan         |
| 1997 | 10,76 | Marion Jones             | Stany Zjednoczone        | 22 sierpnia | Bruksela         |
| 1998 | 10,65 | Marion Jones             | Stany Zjednoczone        | 12 września | Johannesburg     |
| 1999 | 10,70 | Marion Jones             | Stany Zjednoczone        | 22 sierpnia | Sewilla          |
| 2000 | 10,86 | Chandra Sturrup          | Bahamy                   | 21 lipca    | Nassau           |
| 2001 | 10,82 | Żanna Pintusewicz-Block  | Ukraina                  | 6 sierpnia  | Edmonton         |
| 2002 | 10,91 | Debbie Ferguson-McKenzie | Bahamy                   | 27 lipca    | Manchester       |
| 2003 | 10,86 | Chryste Gaines           | Stany Zjednoczone        | 14 września | Monako           |
| 2004 | 10,77 | Iwet Łałowa              | Bułgaria                 | 19 czerwca  | Płowdiw          |
| 2005 | 10,84 | Chandra Sturrup          | Bahamy                   | 5 lipca     | Lozanna          |
| 2006 | 10,82 | Sherone Simpson          | Jamajka                  | 24 czerwca  | Kingston         |
| 2007 | 10,89 | Veronica Campbell-Brown  | Jamajka                  | 23 czerwca  | Kingston         |
| 2008 | 10,78 | Torri Edwards            | Stany Zjednoczone        | 28 czerwca  | Eugene           |
| 2008 | 10,78 | Shelly-Ann Fraser        | Jamajka                  | 17 sierpnia | Pekin            |
| 2009 | 10,64 | Carmelita Jeter          | Stany Zjednoczone        | 20 sierpnia | Szanghaj         |
| 2010 | 10,78 | Veronica Campbell-Brown  | Jamajka                  | 3 lipca     | Eugene           |
| 2011 | 10,70 | Carmelita Jeter          | Stany Zjednoczone        | 4 czerwca   | Eugene           |
| 2012 | 10,70 | Shelly-Ann Fraser-Pryce  | Jamajka                  | 29 czerwca  | Kingston         |
| 2013 | 10,71 | Shelly-Ann Fraser-Pryce  | Jamajka                  | 12 sierpnia | Moskwa           |
| 2014 | 10,80 | Tori Bowie               | Stany Zjednoczone        | 18 lipca    | Monako           |
| 2015 | 10,74 | Shelly-Ann Fraser-Pryce  | Jamajka                  | 4 lipca     | Moskwa           |
| 2016 | 10,70 | Elaine Thompson          | Jamajka                  | 1 lipca     | Kingston         |
| 2017 | 10,71 | Elaine Thompson          | Jamajka                  | 23 czerwca  | Kingston         |
| 2018 | 10,85 | Marie-Josee Ta Lou       | Wybrzeże Kości Słoniowej | 4 maja      | Doha             |
| 2019 | 10,71 | Shelly-Ann Fraser-Pryce  | Jamajka                  | 29 września | Doha             |
| 2020 | 10,85 | Elaine Thompson          | Jamajka                  | 17 września | Rzym             |
| 2021 | 10,54 | Elaine Thompson          | Jamajka                  | 21 sierpnia | Eugene           |
| 2022 | 10,67 | Shelly-Ann Fraser-Pryce  | Jamajka                  | 7 maja      | Nairobi          |
| 2023 | 10,65 | Shericka Jackson         | Jamajka                  | 7 lipca     | Kingston         |
| 2023 | 10,65 | Sha’Carri Richardson     | Stany Zjednoczone        | 21 sierpnia | Budapeszt        |
| 2024 | 10,71 | Sha’Carri Richardson     | Stany Zjednoczone        | 22 czerwca  | Eugene           |

źródło od sezonu 2001 r.: strona IAAF

### mężczyźni
| Lp.  | Czas  | Zawodnik          | Państwo           | Data            | Miejsce           |
| ---- | ----- | ----------------- | ----------------- | --------------- | ----------------- |
| 1964 | 10,06 | Bob Hayes         | Stany Zjednoczone | 15 października | Tokio             |
| 1968 | 9,95  | Jim Hines         | Stany Zjednoczone | 14 października | Meksyk            |
| 1972 | 10,07 | Wałerij Borzow    | ZSRR              | 31 sierpnia     | Monachium         |
| 1975 | 10,05 | Steven Riddick    | Stany Zjednoczone | 20 sierpnia     | Zurych            |
| 1976 | 10,06 | Hasely Crawford   | Trynidad i Tobago | 24 lipca        | Montreal          |
| 1977 | 9,98  | Silvio Leonard    | Kuba              | 11 sierpnia     | Guadalajara       |
| 1978 | 10,07 | Clancy Edwards    | Stany Zjednoczone | 2 czerwca       | Eugene            |
| 1979 | 10,01 | Pietro Mennea     | Włochy            | 4 września      | Meksyk            |
| 1980 | 10,02 | James Sanford     | Stany Zjednoczone | 11 maja         | Westwood          |
| 1981 | 10,00 | Carl Lewis        | Stany Zjednoczone | 16 maja         | Dallas            |
| 1982 | 10,00 | Carl Lewis        | Stany Zjednoczone | 15 maja         | Modesto           |
| 1983 | 9,93  | Calvin Smith      | Stany Zjednoczone | 3 lipca         | Colorado Springs  |
| 1984 | 9,96  | Mel Lattany       | Stany Zjednoczone | 5 maja          | Ateny             |
| 1985 | 9,98  | Carl Lewis        | Stany Zjednoczone | 11 maja         | Modesto           |
| 1986 | 10,00 | Chidi Imoh        | Nigeria           | 15 sierpnia     | Berlin            |
| 1987 | 9,93  | Carl Lewis        | Stany Zjednoczone | 30 sierpnia     | Rzym              |
| 1988 | 9,92  | Carl Lewis        | Stany Zjednoczone | 24 września     | Seul              |
| 1989 | 9,94  | Leroy Burrell     | Stany Zjednoczone | 16 czerwca      | Houston           |
| 1990 | 9,96  | Leroy Burrell     | Stany Zjednoczone | 29 czerwca      | Villeneuve-d’Ascq |
| 1991 | 9,86  | Carl Lewis        | Stany Zjednoczone | 25 sierpnia     | Tokio             |
| 1992 | 9,93  | Michael Marsh     | Stany Zjednoczone | 18 kwietnia     | Walnut            |
| 1993 | 9,87  | Linford Christie  | Wielka Brytania   | 15 sierpnia     | Stuttgart         |
| 1994 | 9,85  | Leroy Burrell     | Stany Zjednoczone | 6 lipca         | Lozanna           |
| 1995 | 9,91  | Donovan Bailey    | Kanada            | 15 lipca        | Montreal          |
| 1996 | 9,84  | Donovan Bailey    | Kanada            | 27 lipca        | Atlanta           |
| 1997 | 9,86  | Maurice Greene    | Stany Zjednoczone | 3 sierpnia      | Ateny             |
| 1998 | 9,86  | Ato Boldon        | Trynidad i Tobago | 19 kwietnia     | Walnut            |
| 1999 | 9,79  | Maurice Greene    | Stany Zjednoczone | 16 czerwca      | Ateny             |
| 2000 | 9,86  | Maurice Greene    | Stany Zjednoczone | 1 września      | Berlin            |
| 2001 | 9,82  | Maurice Greene    | Stany Zjednoczone | 5 sierpnia      | Edmonton          |
| 2002 | 9,89  | Maurice Greene    | Stany Zjednoczone | 12 lipca        | Rzym              |
| 2003 | 9,93  | Patrick Johnson   | Australia         | 5 maja          | Mito              |
| 2004 | 9,85  | Justin Gatlin     | Stany Zjednoczone | 22 sierpnia     | Ateny             |
| 2005 | 9,77  | Asafa Powell      | Jamajka           | 14 czerwca      | Ateny             |
| 2006 | 9,77  | Asafa Powell      | Jamajka           | 11 czerwca      | Gateshead         |
| 2007 | 9,74  | Asafa Powell      | Jamajka           | 9 września      | Rieti             |
| 2008 | 9,69  | Usain Bolt        | Jamajka           | 16 sierpnia     | Pekin             |
| 2009 | 9,58  | Usain Bolt        | Jamajka           | 16 sierpnia     | Berlin            |
| 2010 | 9,78  | Tyson Gay         | Stany Zjednoczone | 13 sierpnia     | Londyn            |
| 2010 | 9,78  | Nesta Carter      | Jamajka           | 29 sierpnia     | Rieti             |
| 2011 | 9,76  | Usain Bolt        | Jamajka           | 16 września     | Bruksela          |
| 2012 | 9,63  | Usain Bolt        | Jamajka           | 5 sierpnia      | Londyn            |
| 2013 | 9,77  | Usain Bolt        | Jamajka           | 11 sierpnia     | Moskwa            |
| 2014 | 9,77  | Justin Gatlin     | Stany Zjednoczone | 5 września      | Bruksela          |
| 2015 | 9,74  | Justin Gatlin     | Stany Zjednoczone | 15 maja         | Doha              |
| 2016 | 9,80  | Justin Gatlin     | Stany Zjednoczone | 3 lipca         | Eugene            |
| 2017 | 9,82  | Christian Coleman | Stany Zjednoczone | 7 czerwca       | Eugene            |
| 2018 | 9,79  | Christian Coleman | Stany Zjednoczone | 31 sierpnia     | Bruksela          |
| 2019 | 9,76  | Christian Coleman | Stany Zjednoczone | 28 września     | Doha              |
| 2020 | 9,86  | Michael Norman    | Stany Zjednoczone | 20 lipca        | Fort Worth        |
| 2021 | 9,76  | Trayvon Bromell   | Stany Zjednoczone | 18 września     | Nairobi           |
| 2022 | 9,76  | Fred Kerley       | Stany Zjednoczone | 24 czerwca      | Eugene            |
| 2023 | 9,83  | Zharnel Hughes    | Wielka Brytania   | 24 czerwca      | Nowy Jork         |
| 2023 | 9,83  | Noah Lyles        | Stany Zjednoczone | 20 sierpnia     | Budapeszt         |
| 2024 | 9,77  | Kishane Thompson  | Jamajka           | 28 czerwca      | Kingston          |

źródło od sezonu 2001 r.: strona IAAF

## Polscy finaliści olimpijscy

### mężczyźni
- 4. Wiesław Maniak 10,42e 1964
- 7. Zenon Nowosz 10,46 1972
- 7. Marian Woronin 10,46 1980

### kobiety
- 1. Stanisława Walasiewicz 11,9 1932
- 2. Stanisława Walasiewicz 11,7 1936
- 3. Ewa Kłobukowska 11,64e 1964
- 3. Irena Kirszenstein-Szewińska 11,19e 1968
- 7. Halina Górecka 11,83e 1964

## Polscy finaliści mistrzostw Europy

### mężczyźni
- 1. Wiesław Maniak 10,55 1966
- 3. Marian Woronin 10,28 1982
- 4. Emil Kiszka 10,7 1950
- 4. Jerzy Juskowiak 10,4 1962
- 5. Zenon Nowosz 10,66 1971
- 5. Leszek Dunecki 10,43 1978
- 6. Marian Foik 10,9 1958
- 6. Marian Foik 10,5 1962
- 6. Dariusz Kuć 10,21 2006
- 7. Marcin Krzywański 10,29 1998
- 8. Marcin Nowak 10,36 1998

### kobiety
- 1. Stanisława Walasiewicz 11,9 1938
- 1. Ewa Kłobukowska 11,5 1966
- 1. Irena Szewińska 11,13 1974
- 2. Irena Kirszenstein 11,5 1966
- 2. Ewa Swoboda 11,03 2024
- 3. Teresa Wieczorek-Ciepły 11,4 1962
- 4. Ewa Swoboda 11,18 2022
- 6. Elżbieta Ćmok-Szyroka 11,8 1962
- 6. Irena Kirszenstein-Szewińska 11,63 1971
- 8. Daria Onyśko 11,43 2006

## Polacy w dziesiątkach światowych tabel rocznych

### mężczyźni
- 1951 – 5-19. Emil Kiszka, 10,5
- 1954 – 10-29. Zenon Baranowski, 10,5
- 1954 – 10-29. Edward Szmidt, 10,5
- 1958 – 7-18. Marian Foik, 10,3
- 1958 – 7-18. Zenon Baranowski, 10,3
- 1959 – 5-16. Marian Foik, 10,3
- 1961 – 1-4. Marian Foik, 10,2
- 1962 – 2-10. Andrzej Zieliński, 10,2
- 1962 – 2-10. Marian Foik, 10,2
- 1963 – 1-3. Andrzej Zieliński, 10,2
- 1963 – 4-33. Marian Dudziak, 10,3
- 1963 – 4-33. Zbigniew Syka, 10,3
- 1963 – 4-33. Marian Foik, 10,3
- 1963 – 4-33. Jerzy Juskowiak, 10,3
- 1964 – 8-16. Marian Dudziak, 10,2
- 1965 – 2-6. Wiesław Maniak, 10,1
- 1965 – 7-21. Marian Dudziak, 10,2
- 1966 – 3-17. Wiesław Maniak, 10,2
- 1976 – 7-8. Zenon Licznerski, 10,22
- 1979 – 8-10. Marian Woronin, 10,16
- 1984 – 3. Marian Woronin, 10,00

### kobiety
- 1930 – 2-3. Stanisława Walasiewicz, 12,2
- 1931 – 3-9. Stanisława Walasiewicz, 12,2
- 1932 – 1-3. Stanisława Walasiewicz, 11,9
- 1933 – 1. Stanisława Walasiewicz, 11,8
- 1934 – 1. Stanisława Walasiewicz, 11,7
- 1935 – 2. Stanisława Walasiewicz, 11,7
- 1936 – 2. Stanisława Walasiewicz, 11,6
- 1937 – 1. Stanisława Walasiewicz, 11,6
- 1938 – 1. Stanisława Walasiewicz, 11,7
- 1943 – 2. Stanisława Walasiewicz, 11,6
- 1944 – 3-6. Stanisława Walasiewicz, 12,0
- 1945 – 4. Stanisława Walasiewicz, 12,1
- 1958 – 5-10. Barbara Janiszewska, 11,6
- 1961 – 7-17. Elżbieta Szyroka, 11,6
- 1961 – 7-17. Halina Górecka, 11,6
- 1961 – 7-17. Teresa Ciepły, 11,6
- 1962 – 4-6. Teresa Ciepły, 11,5
- 1962 – 7-11. Elżbieta Szyroka, 11,6
- 1962 – 7-11. Barbara Sobotta, 11,6
- 1962 – 7-11. Halina Górecka, 11,6
- 1963 – 3-6. Elżbieta Szyroka, 11,4
- 1963 – 3-6. Barbara Sobotta, 11,4
- 1964 – 2. Ewa Kłobukowska, 11,3
- 1964 – 9-19. Halina Górecka, 11,5
- 1964 – 9-19. Irena Kirszenstein, 11,5
- 1965 – 1-3. Ewa Kłobukowska, 11,1
- 1965 – 1-3. Irena Kirszenstein, 11,1
- 1966 – 1-2. Ewa Kłobukowska, 11,1
- 1966 – 1-2. Irena Kirszenstein, 11,1
- 1967 – 2-4. Ewa Kłobukowska, 11,2
- 1967 – 2-4. Irena Kirszenstein, 11,2
- 1968 – 2-6. Irena Szewińska, 11,1
- 1969 – 1-7. Irena Szewińska, 11,3
- 1970 – 10-20. Helena Kerner, 11,4
- 1971 – 6-10. Irena Szewińska, 11,2
- 1972 – 8-15. Irena Szewińska, 11,2 (11,33)
- 1973 – 4. Irena Szewińska, 11,34
- 1973 – 5-10. Irena Szewińska, 11,1
- 1974 – 1. Irena Szewińska, 11,13
- 1974 – 1. Irena Szewińska, 10,9
- 1975 – 4. Irena Szewińska, 11,23
- 1976 – 10-14. Irena Szewińska, 11,22
- 1977 – 10. Irena Szewińska, 11,26
- 1986 – 4. Ewa Kasprzyk, 10,93

## Polacy w rankinguTrack & Field News

### mężczyźni
- 1957: 8. Marian Foik
- 1961: 7. Marian Foik
- 1964: 9. Wiesław Maniak
- 1965: 4. Marian Dudziak
- 1965: 10. Wiesław Maniak
- 1966: 8. Wiesław Maniak
- 1970: 8. Zenon Nowosz
- 1979: 7. Marian Woronin
- 1985: 5. Marian Woronin
- 1986: 5. Marian Woronin

### kobiety
- 1961: 9. Teresa Ciepły
- 1962: 4. Teresa Ciepły
- 1963: 9. Elżbieta Szyroka
- 1964: 3. Ewa Kłobukowska
- 1964: 7. Halina Górecka
- 1965: 1. Ewa Kłobukowska
- 1965: 2. Irena Kirszenstein
- 1966: 1. Ewa Kłobukowska
- 1966: 2. Irena Kirszenstein
- 1967: 1. Irena Kirszenstein
- 1967: 2. Ewa Kłobukowska
- 1968: 3. Irena Kirszenstein
- 1969: 6. Irena Kirszenstein-Szewińska
- 1971: 7. Irena Szewińska
- 1972: 10. Irena Szewińska
- 1973: 3. Irena Szewińska
- 1974: 1. Irena Szewińska
- 1975: 3. Irena Szewińska
- 1976: 4. Irena Szewińska
- 1977: 8. Irena Szewińska
- 2023: 10. Ewa Swoboda